# Vita e amori di una diavolessa
Vita e amori di una diavolessa (The Life and Loves of a She-Devil) è un romanzo di Fay Weldon, pubblicato a Londra nel 1983.
Il libro è stato tradotto in neogreco, olandese, danese, finlandese, ebraico, ungherese, francese, tedesco, giapponese, turco, spagnolo, coreano, rumeno, norvegese, russo, vietnamita, polacco, cinese, svedese, oltre che in italiano.

## Ambientazione
La vicenda si svolge in luoghi volutamente non specificati; nonostante ciò, si deduce dalla lettura che il nucleo del romanzo sia ambientato in Gran Bretagna. Tranne poche scene in una clinica della California, si contrappongono: l'Alta Torre, una residenza molto signorile ricavata da un faro sulla scogliera del mare; una metropoli dove abbondano i quartieri poveri e le persone gravate di problemi sociali.

## Trama
Dopo alcuni anni di matrimonio, trascorsi a sacrificarsi per l'amato sposo, Ruth rimane sconvolta dal tradimento di lui. La sua antagonista, Mary Fisher, sembra rappresentare tutto ciò che Ruth non è: bella, ricca, misteriosa, ma soprattutto potente, grazie al successo come scrittrice di romanzi rosa.
Una sera, dopo il fiasco di una cena alla quale erano invitati i suoceri, Bobbo e Ruth litigano e lui la accusa di non essere come gli altri. La chiama diavolessa e le attribuisce ogni sorta di capacità malefiche; quindi lascia la casa per stabilirsi da Mary Fisher.
Lo choc però risveglia in Ruth la volontà di una nuova vita: è una diavolessa? Ebbene, si comporterà come tale e avrà la sua vendetta.
Il primo passo sarà di impedire la vendita della casa in cui la famigliola era vissuta. Ruth, un sabato mattina, allontana i figli, getta fuori casa il cane e la gatta, innesta tutte le prese degli elettrodomestici e causa una fuga di gas; poi va tranquillamente in giardino a sbattere materassi. La casa va a fuoco (muore il porcellino d'India), arrivano i pompieri e l'assicuratore, Ruth ammette la dolosità dell'incendio, fingendosi sconvolta dall'abbandono del marito. Quindi porta i figli dal padre all'Alta Torre, li lascia e scompare.
La seconda fase della vendetta porta Ruth, sotto falsa identità, a prendere servizio presso la casa di riposo dove si trova l'anziana signora Fisher, madre di Mary. Le "ospiti" del ricovero sono quasi sempre imbottite di tranquillanti, ma Ruth, con maneggi che passano del tutto inosservati, riabilita giorno dopo giorno la signora Fisher e questa si ritrova lucida e in buona salute. Intanto Ruth fa amicizia con una collega, l'infermiera Hopkins, creatura complessata per il suo aspetto fisico; le due donne condividono la stanza e divengono amanti.
Nel frattempo la signora Fisher, che non fa mistero di provenire dagli strati più bassi della società, va dicendo che la figlia si è fatta strada con i mezzi più squallidi e a spese di sua madre! Approfittando del livore mostrato dalla donna, Ruth la incoraggia a fare visita alla figlia Mary e ciò avviene. Ma la signora non potrà più tornare nella casa di riposo, una volta uscita, perché Ruth dimostra alla direttrice (con un inganno) che ormai l'ospite è incontinente. Quindi Mary Fisher dovrà tenersi a casa la madre, si piglierà una lavata di capo dalla direttrice e non le servirà a nulla lamentarsi.
Ruth viene licenziata, ma quando se ne va, porta con sé l'amica Hopkins e, col denaro di quest'ultima, viene aperta un'agenzia per formare al lavoro donne aspiranti all'indipendenza. Il successo non tarda ad arrivare, e l'agenzia riesce a piazzare personale laddove Ruth ha interesse, ma non solo. Lei stessa si dedica allo studio della ragioneria e della contabilità, e in tal modo, penetra negli affari del marito. Ben presto, Bobbo sarà accusato di essersi impossessato di somme enormi dei suoi clienti e finisce in carcere.
Intanto all'Alta Torre la vita è dura, sia a causa dei figli di Ruth, inutilmente viziati dal padre, sia perché la madre di Mary va in giro a seminare zizzania. Il dolore per le sciagure giudiziarie di Bobbo porta Mary ad esporsi economicamente, ma ella ha motivo di credere che non è più amata. Quanto a Ruth, decide di sparire nuovamente e lascia la Hopkins, che si è realizzata con l'agenzia e ha anche adottato un bimbo autistico, e le sarà sempre grata.
Mutata nuovamente identità, Ruth si fa assumere nella casa del Giudice Bissop, che ha in mano il caso di Bobbo. Si tratta di un uomo che sfoga il turbamento per il male che deve giudicare sui poveri familiari, la moglie e due figli piccoli. Ruth rasserena la casa e arriva a discutere con il Giudice, condizionandolo a dare a Bobbo una lezione esemplare. Ottenuto il proprio scopo, Ruth scompare di nuovo, ma lascia una famiglia che ha scoperto di amarsi e ha ritrovato la gioia; nascerà anche una bimba.
Sin qui Ruth ha raggiunto uno scopo: far soffrire Bobbo e Mary Fisher. Ma il suo ulteriore scopo è di cambiare aspetto e plasmarsi sul ritratto della sua rivale. Con le somme enormi che lei, non Bobbo, ha fatto sparire, Ruth consulta i migliori specialisti di chirurgia dell'estetica e si sottopone a una serie allucinante di operazioni, tra le quali l'accorciamento di gambe e braccia.
Se fino a quel momento aveva influito molto positivamente su chi aveva a disposizione (la Hopkins, il Giudice), d'ora in poi non migliorerà le persone che incontra, facendo anzi affiorare i loro difetti e smascherandoli, sia pure senza apparenti scontri. Tanto si è immedesimata nel ruolo di diavolessa, che deve sottomettere la natura ai suoi voleri, da arrivare a teorizzare che Dio stesso non è per lei, che se la deve vedere col diavolo e non ha tempo per una qualsiasi Ruth.
Solo quando viene informata che Mary Fisher ha il cancro, Ruth ha un cedimento e piange. Perché Mary ha perso tutto: denaro, amore, successo. E per giunta ha ottenuto il rispetto di chi si è approfittato di lei (i figli di Bobbo, la madre, i domestici), perché vedono sfumare sicurezze e privilegi e comprendono che il sincero amore di Mary non può più nulla.
Ma il cedimento di Ruth è passeggero e ben presto ella finirà le operazioni. Andrà al funerale di Mary, ammetterà con se stessa che l'"altra" ha vinto. Infine, con il corpo modellato a immagine di Mary, si prenderà l'Alta Torre, riammetterà Bobbo (fatto uscire dal carcere in stato di semi-follia), lo tratterà come un giocattolo di cui ci si disfa quando non serve.
Ruth ha avuto ogni cosa, ma ha sacrificato la propria umanità e si sentirà per sempre diavolessa, non più donna.

## Personaggi

### Protagonisti
- Ruth - Alta 1,88 cm, affetta da bruttezza impressionante (nèi pelosi, mascella prominente, peso eccessivo). All'inizio è una giovane casalinga, volonterosa ma goffa e maldestra, in difficoltà nell'accontentare le aspettative di marito e figli.
- Bobbo - Marito di Ruth, l'ha sposata quando erano entrambi molto giovani perché lei era rimasta incinta. Di professione commercialista. All’inizio dell’opera vive con la moglie, i due figli, un cane, una gatta e un porcellino d’India in una graziosa villetta in un quartiere di buon livello.
- Mary Fisher - Scrittrice di romanzi rosa. Ricca, bionda, dolce e seducente, è diventata l'amante di Bobbo, suo consulente amministrativo. Vive nell'Alta Torre.

### Altri personaggi
- Angus e Brenda - Genitori di Bobbo. Affezionati a Ruth (hanno favorito l'unione dei due), ma non sono mai incisivi quando si ha bisogno di loro. Bobbo si sente privato delle loro cure, perché la coppia tende a vivere in alberghi e solo raramente ha risieduto in una casa.
- Andy - Figlio di Bobbo e Ruth, è un ragazzino piagnucoloso e fastidioso.
- Nicola - Figlia maggiore di Bobbo e Ruth, è un maschiaccio.
- Garcia - Domestico di Mary Fisher, troppo pieno di sé.
- Pearl Fisher - Madre di Mary Fisher, all'inizio in casa di riposo. Molto polemica verso la figlia.
- Infermiera Hopkins - Amica e ammiratrice di Ruth, molto ricca, ha un fisico molto spiacevole, è dapprima infermiera in un manicomio.
- Il Giudice - Henry Bissop, giudice del Tribunale Penale, inizialmente affetto da turbe sessuali di tipo sadico.

## Opere derivate
Nel 1989 è uscito il film She-Devil - Lei, il diavolo, con Meryl Streep (Mary Fisher), Roseanne Barr (Ruth), Ed Begley Jr. (Bob), musica di Howard Shore, regia di Susan Seidelman.

## Edizioni in italiano
- F. Weldon, Vita e amori di una diavolessa, trad. di Pier Francesco Paolini, ed. Feltrinelli, Milano 1984;
- F. Weldon, Vita e amori di una diavolessa, trad. di Pier Francesco Paolini, ed. CDE, Milano 1985;